# 六門礁

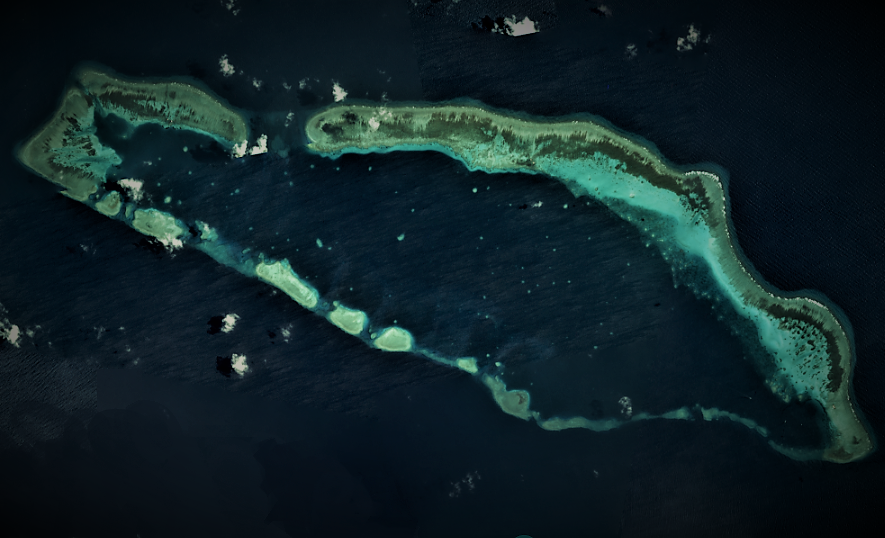
アリソン礁

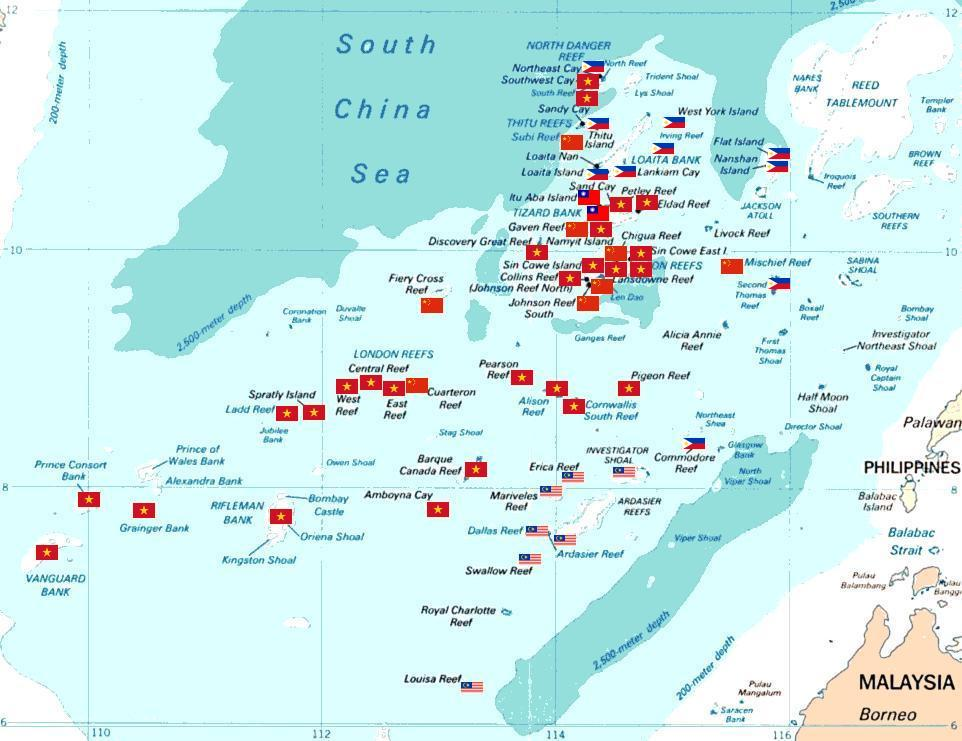
南沙諸島の実効支配状況

六門礁またはアリソン礁（英語: Alison Reef、ベトナム語：Bãi Tốc Tan / 𥒥速潵、中国語: 六門礁）は、南沙諸島のロンドン群礁（英語: London Reefs、中国語: 尹慶群礁）の東端にある環礁である。

## 地理
コーンウォリスサウス礁（中国語: 南華礁）から7海里離れている。地形は楕円。南東から北西までの長さは約19.8km、幅は約8km。

## 領有
1988年からベトナムがこの礁を実効支配しているが、中華人民共和国、中華民国（台湾）とフィリピンも主権を主張している。

## 中国名
干潮時に南に6つの礁石が現れるため、中国の漁民からは「六門」と呼ばれている。